# AMX International AMX
Pour les articles homonymes, voir AMX et A-1.
L'AMX est un avion monoplace de combat polyvalent léger et économique de conception italo-brésilienne construit par AMX International. Il peut emporter, selon ses concepteurs, la moitié de la charge offensive d’un Tornado avec un rayon d’action équivalent à 40 % de celui du Tornado. Il coûte surtout quatre fois moins cher. Malgré ces atouts et de nombreux efforts, il n'a été acheté que par l'Italie et le Brésil, où il est désigné A-1.

## Conception
Bien que l’Italie soit engagée dans le programme Tornado, l’Aeronautica Militare Italiana publia en juin 1977 un cahier des charges pour un appareil d’appui tactique et de reconnaissance destiné à remplacer les Fiat G.91 et Lockheed F-104 équipant 8 groupes tactiques. Le but de ce programme était d’obtenir un appareil plus petit et moins onéreux, mais bénéficiant d’un niveau technologique comparable. Or Aeritalia travaillait sur un concept similaire depuis 1973 et décida en avril 1978 de s’associer à Aermacchi, qui avait de son côté un projet baptisé Aermacchi MB-340, pour proposer la réponse la mieux adaptée. Le projet prit donc la désignation Aeritalia Macchi Expérimental, ou AMX.
À la même époque, la Força Aérea Brasileira était à la recherche d’un nouvel appareil tactique et un cahier des charges commun put être établi en mars 1981. En juillet suivant le gouvernement brésilien désigna tout naturellement la firme Embraer pour représenter la partie brésilienne du programme industriel, la répartition du travail s’établissant comme suit : Aeritalia 23,6 %, Aermacchi 46,5 %, Embraer 29,7 %.

## Développement

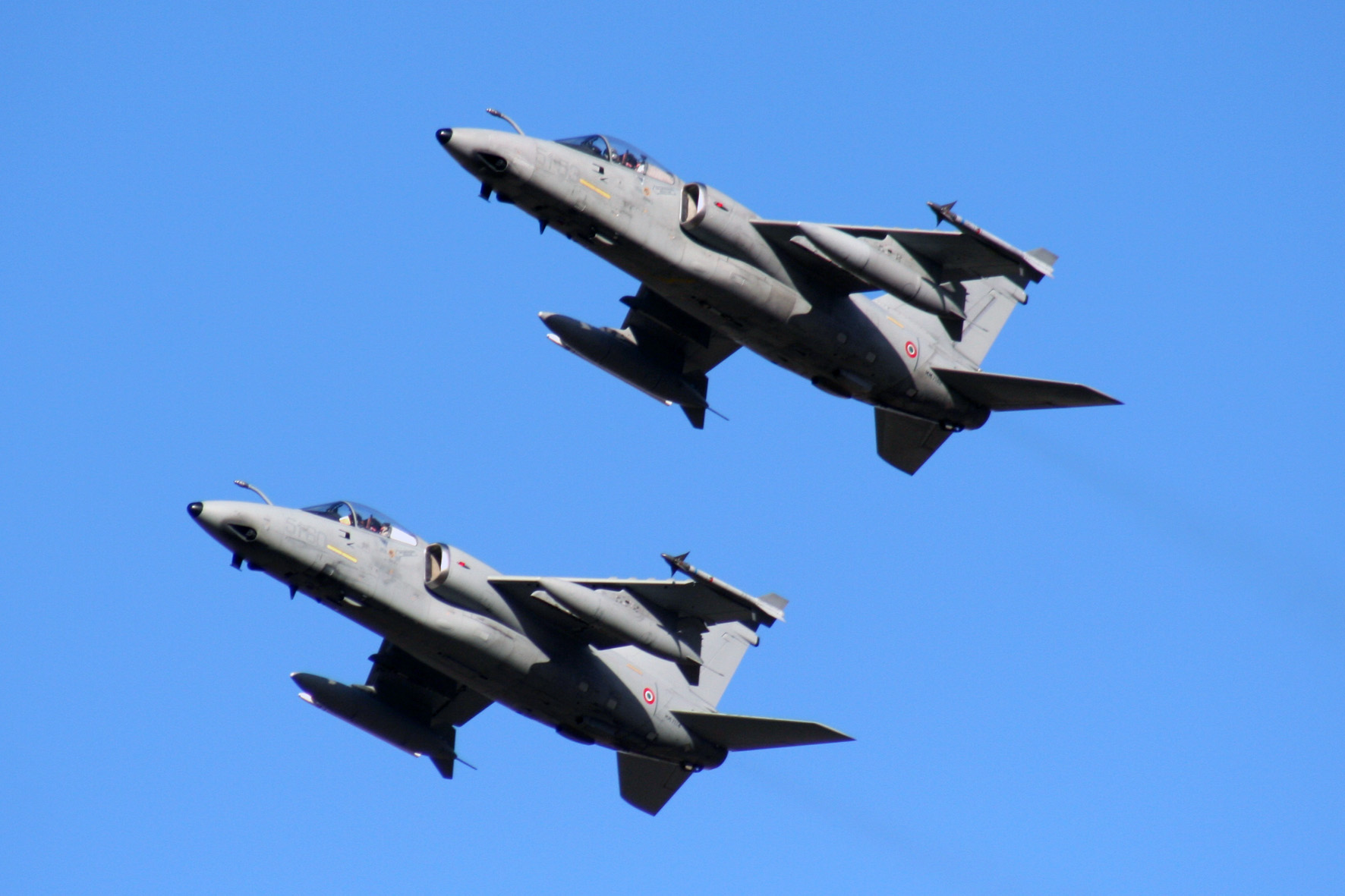
Deux AMX de l'armée de l'air italienne en vol en 2010

Le premier prototype (MMX594) prit l’air le 15 mai 1984, piloté par Manlio Quarantelli. Il devait s'écraser lors de son cinquième vol, le 1er juin suivant, à la suite d'une hausse brutale de la puissance du réacteur lors de la phase d'atterrissage. Le pilote s’éjecta mais succomba à ses blessures. Il fut donc remplacé par le second prototype, dont le premier vol eut lieu le 19 novembre 1984. Au total 7 prototypes furent construits, dont 2 au Brésil. Le premier prototype brésilien (FAB4200) a pris l’air le 16 octobre 1985, suivi du second le 16 décembre 1986. La production d’un premier lot de 30 monoplaces (21 pour l’Italie et 9 pour le Brésil) fut lancée mi-1986. Le premier appareil de série est sorti de l’usine de Turin le 29 mars 1988 et a effectué son premier vol le 11 mai suivant, tandis qu’un second lot de 84 appareils, dont 9 biplaces, était lancé. Un troisième lot de production fut lancé début 1992.
En 1986 a débuté au Brésil le développement d’une version biplace. Le premier des trois prototypes AMX-T [MM55024] effectua son premier vol le 14 mars 1990. Le second devait suivre le 16 juillet et l’unique prototype biplace brésilien prit l’air le 14 août 1991. Les dimensions de l’appareil n'étaient pas modifiées, le second siège étant installé en supprimant un réservoir de fuselage et en modifiant l’avionique. Destiné à l’entraînement avancé, donc en double commande, cet appareil conserve les qualités opérationnelles du monoplace, l’instructeur étant positionné plus haut que l’élève et disposant d’un affichage tête haute. Un AMX-T a été équipé en Italie d’un radar d’arme multifonction FIAR Grifo pour des essais de tir de missiles air-mer AM39 Exocet puis Marte.

## Description

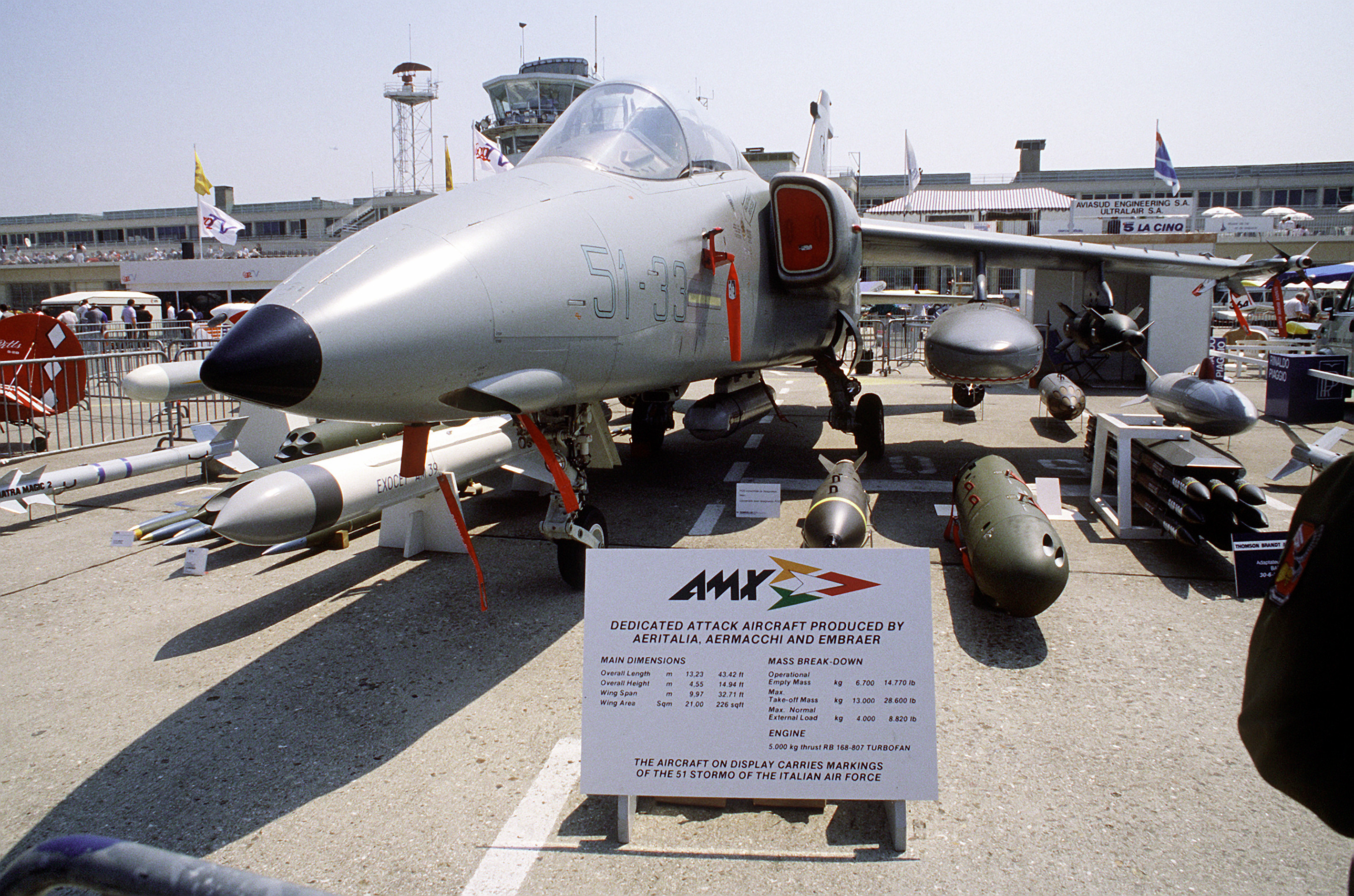
Un AMX présenté au salon international de l'aéronautique et de l'espace de Paris-Le Bourget de 1989 avec sa panoplie de charge utile.

D’un dessin assez pur, construit essentiellement en aluminium, l'AMX est un monoplan à aile haute cantilever en flèche. De forme trapézoïdale, cette voilure offre une flèche de 31° au bord d’attaque, équipé de becs basculants sur toute l’envergure. Le bord de fuite comporte des volets à double fente encadrés par les volets et des spoilers d’extrados peuvent être utilisés comme aérofreins. L’ensemble de ces dispositifs hypersustentateurs assure à l’AMX des qualités ADAC, même à pleine charge. L’empennage, qui fait appel pour sa construction à une structure composite à base de carbone, est également composé de surfaces en flèche. Le stabilisateur est entièrement mobile, mais comporte un petit élevon pour améliorer le contrôle.
Le pilote est installé sur un siège éjectable ‘zéro-zéro’ Martin-Baker Mk 10L, dans un cockpit pressurisé et conditionné et sous une verrière en deux éléments articulée à droite. Il dispose de commandes HOTAS, d’un affichage tête haute (HUD) et d’un écran multifonctions pour la navigation, la surveillance des équipements du bord, la recherche et l’acquisition ce cibles. L’instrumentation est compatible avec l’utilisation de lunettes de vision nocturne. Les suites avioniques dépendent des utilisateurs.
L’appareil est motorisé par un réacteur Rolls-Royce Spey RB.168 Mk.807 de 5 000 kgp produit sous licence par un groupement d'intérêt économique comprenant Fiat et Alfa-Romeo en Italie, CELMA au Brésil. Ce réacteur non équipé de postcombustion est un hybride entre le Spey Mk.101 utilisé sur le Buccaneer et le RB.183 propulsant le Fokker F28 Fellowship. Il a été développé spécifiquement pour l'AMX en tenant compte de l'enveloppe de vol, avec le souci d'obtenir la plus faible consommation spécifique possible. Un AMX a cependant volé avec un RB.169 Mk.821 de 5 980 kgp. L’appareil dispose aussi d’un groupe auxiliaire de puissance Fiat FA 150 Argo, le rendant autonome du sol. Deux réservoirs souples auto-obturant dans le fuselage et un réservoir intégral dans la voilure assurent une capacité de carburant interne de 3 500 litres. Les appareils brésiliens disposent d’un réservoir supplémentaire de fuselage de 200 litres, et une perche de ravitaillement en vol peut être boulonnée sur le côté droit de la pointe avant (Le programme d’essais de ravitaillements en vols fut mené entre août et septembre 1989 par Embraer).
Le train d'atterrissage est tricycle à commande de relevage hydraulique, calculé pour utilisation sur terrains sommairement aménagés, donc avec des pneus basse pression. Les jambes se relèvent vers l’avant, le train principal venant se loger sous les prises d’air du réacteur après avoir pivoté de 90°. Pas de parachute de freinage, mais une crosse sous le fuselage arrière.
Outre l’armement fixe situé à l’avant du fuselage et des rails en bout d’aile pour missiles air-air Sidewinder ou MAA-1 Piranha (en), on trouve 5 points d’emport externes : 1 point sous le fuselage, 2 points internes de voilure d’une capacité de 900 kg chacun, et 2 points externes de voilure limités à 450 kg. Les points sous voilure sont « humides », donc permettent l’emport de bidons de carburant supplémentaires (1 100 litres intérieur, 580 litres extérieur). L'AMX peut larguer des bombes classiques, à guidage laser ou infrarouge. Une soute pour installation d’un équipement de reconnaissance est prévue en avant du logement du train d’atterrissage droit, mais l’AMI utilise le conteneur infrarouge Oude Delft Orpheus hérité des F-104 Starfighter, monté en position centrale.

## Production
192, soit 110 AMX [MM7089/7198] et 26 AMX-T [MM55024/55049] pour l’Italie, 45 AMX [5500/5544] et 11 AMX-T [5650/5660] pour le Brésil.
Alenia Aeronautica a assuré l'usinage de la section centrale de fuselage, de l'empennage vertical et des gouvernes de profondeur, Aermacchi a produit l'avant et l'arrière du fuselage et Embraer les ailes, les stabilisateurs et les entrées d'air. L'assemblage des avions de série s'est effectué sur deux sites : à Turin-Caselle pour Aeritalia et São José dos Campos pour Embraer.

## Versions
- AMX : Version monoplace de base, commandée par l’Italie et le Brésil avec des équipements différents. Désigné A-1A par l'armée de l'air brésilienne.
  - AMX MLU : Appellation donnée aux appareils ayant subi un chantier de modernisation (MLU = Mid Life Upgrade, Modernisation à moitié de vie) pour prolonger leur carrière opérationnelle.
- AMX-T : Version biplace, obtenue en supprimant le réservoir avant et repositionnant une partie des équipements. Désigné successivement A-1B puis TA-1 par l'armée de l'air brésilienne.
  - AMX-ATA : Version biplace commandée par le Venezuela en décembre 2002, qui aurait dû recevoir un FLIR et un radar de combat multimode Elta EL/M-2032 autorisant l’attaque de navires et le combat aérien.
- Super AMX : Version biplace proposée à l’Afrique du Sud, basée sur la version AMX MLU italienne avec un réacteur dérivé du EJ200 équipant l’Eurofighter Typhoon mais sans réchauffe. Rebaptisée AMX-ATA2, elle n’a jamais vu le jour.
- AMX-E : Projet d’un biplace de contre-mesures électroniques équipé de missiles AGM-88 HARM, destiné à escorter les appareils de combat. Un AMX T de série [MM55027] fut utilisé pour les études de faisabilité puis le programme fut abandonné.

## Utilisateurs

### Italie
Si le premier appareil de série fit son premier vol le 11 mai 1988, il fallut attendre avril 1989 pour voir arriver au Reparto Sperimentale di Volo de Pratica di Mare les 6 premiers exemplaires destinés à l’AMI, la mise en service ayant lieu en janvier 1989. Les monoplaces italiens sont équipés de radios VHF/UHF, d’un IFF, d’une plate-forme de navigation inertielle Litton, d’un système de contre-mesures électroniques et de détection radar, d’un ordinateur de vol et d’un système d’attaque intégré couplé à un radar israélien Elta EL/M-20001B produit sous licence en Italie par FIAR. L’armement comprend un canon 6 tubes de 20 mm General Electric M61A2 Vulcan (350 obus) situé à gauche de la pointe avant du fuselage.
Suspendues le 1er février 1993 avec la livraison du 72e monoplace [MM7160], les livraisons reprirent fin 1994 avec l’arrivée des premiers biplaces AMX-T. Le dernier des 110 monoplaces de l’AMI a été livré en 1997, le dernier biplace (26 exemplaires) en 1998. Deux lots supplémentaires (77 monoplaces et 25 biplaces au total) n’ont jamais été confirmés.

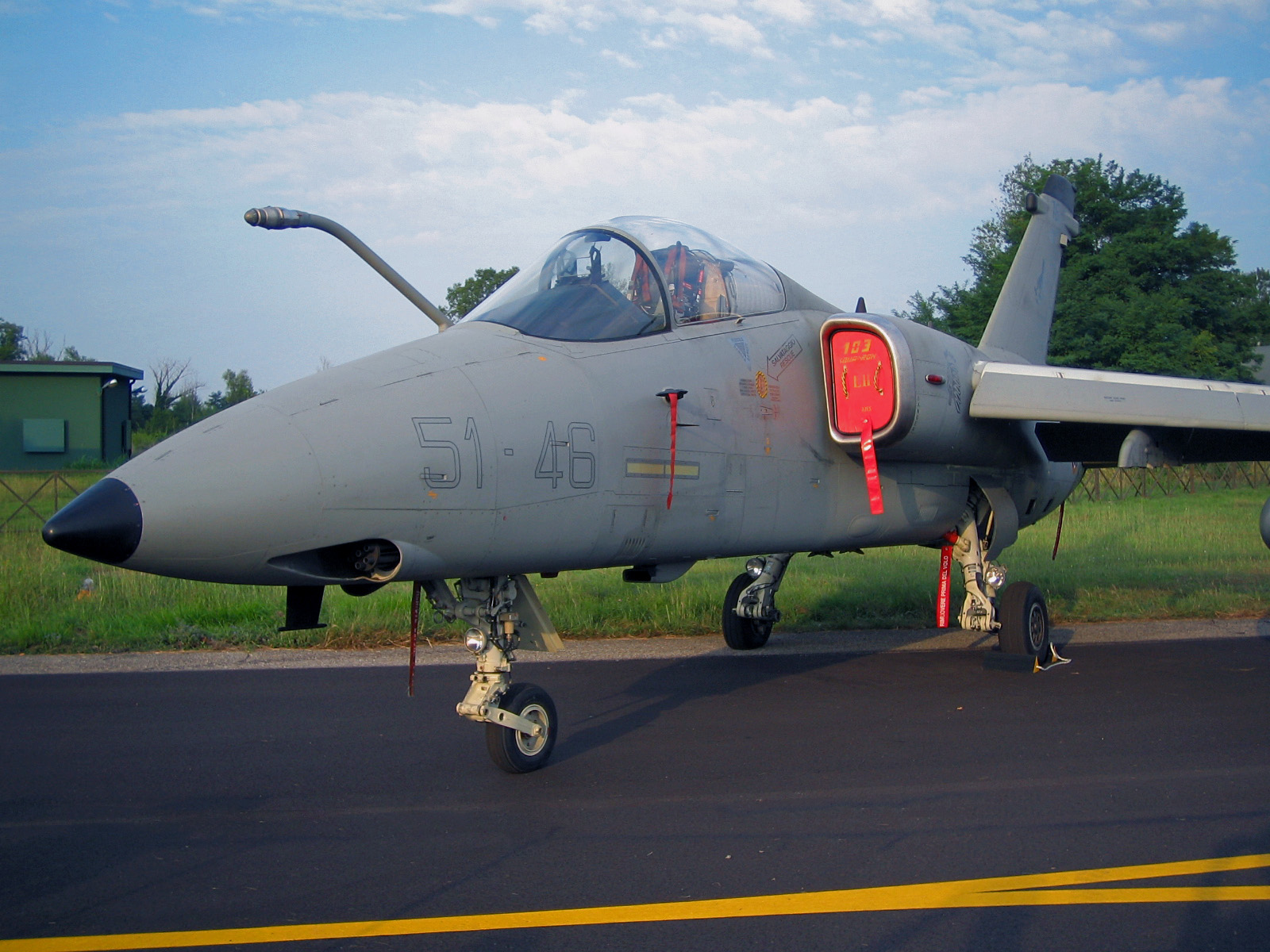
AMX du 51 Stormo de l'AMI

Remplaçant initialement les Fiat G-91R/Y et, partiellement, les F-104G/S dans cinq groupes, ils ont par la suite été qualifiés d'une mission auxiliaire de défense aérienne en complément des Tornado. Les unités équipées ont été les suivantes :
- 13 Gruppo/32 Stormo (Amendola) à partir de novembre 1994.
- 14 Gruppo/2 Stormo (Rivolto) à partir de juillet 1991.
- 28 Gruppo/3 Stormo (Villafranca di Verona) de juin 1993 à sa dissolution le 29 septembre 1997.
- 101 Gruppo/32 Stormo (Amendola) à partir de novembre 1994.
- 103 Gruppo/51 Stormo (Istrana) à partir de septembre 1989.
- 132 Gruppo/51 Stormo (Istrana) à partir de novembre 1990.

Immobilisés en 1992 et 1996 pour des problèmes de moteur qui furent résolus rapidement, ces appareils appréciés par les équipages comme par le personnel au sol, ont participé aux opérations menées par l'OTAN en Bosnie-Herzégovine en 1995 (Opération Deliberate Force) et durant la guerre du Kosovo en 1999 (Opération Allied Force). Au cours de cette dernière, menée au Kosovo entre mai et juillet 1999, les unités basées à Istrana et Amendola ont réalisé 252 sorties (667 heures) et largué 39 bombes à guidage laser Opher.
En 2005 a été lancé le programme ACOL permettant l’installation d’un équipement de navigation GPS, d’écrans multifonction couleur, d’IFF et systèmes de communications plus modernes. 55 appareils devraient ainsi être modernisés et rester en service jusqu’en 2015, soit jusqu’à la mise en service alors prévue du Lockheed Martin F-35 Joint Strike Fighter. Le premier avion modernisé a pris l’air en septembre 2005 et les livraisons ont débuté en mars 2007, avec les retards du F-35, ils sont toujours en service en 2019.
Fin 2009, quatre appareils devaient être déployés sur la base aérienne d'Herat en Afghanistan au profit de l'ISAF mais seulement 2 y furent affectés à partir de novembre 2009 à la base de Mazar-e-Sharif et n'y ont effectué que des missions de reconnaissance. 

Le 27 juin 2012 toutefois, quatre AMX de la 32e et de la 51e Stormo ont largué pour la première fois des bombes à guidage laser de 250 et 500 kg, dans la province de Farah.
Des AMX participent à l'Intervention militaire de 2011 en Libye et utilisent pour la première fois un désignateur laser LITENING III. Ils utilisent un total de 550 bombes et missiles.
Quatre AMX du 51° Stormo effectuent des missions de reconnaissance dans le cadre de la Coalition internationale en Irak et en Syrie depuis Ahmad al-Jaber Air Base (en) au Koweït à partir du 14 juin 2016.
Il est retiré du service en Italie lors d'une cérémonie le 5 avril 2024, un total de 24 avions AMX, comprenant 19 monoplaces et cinq biplaces d’entraînement AMX-T étant alors en ligne.

### Brésil

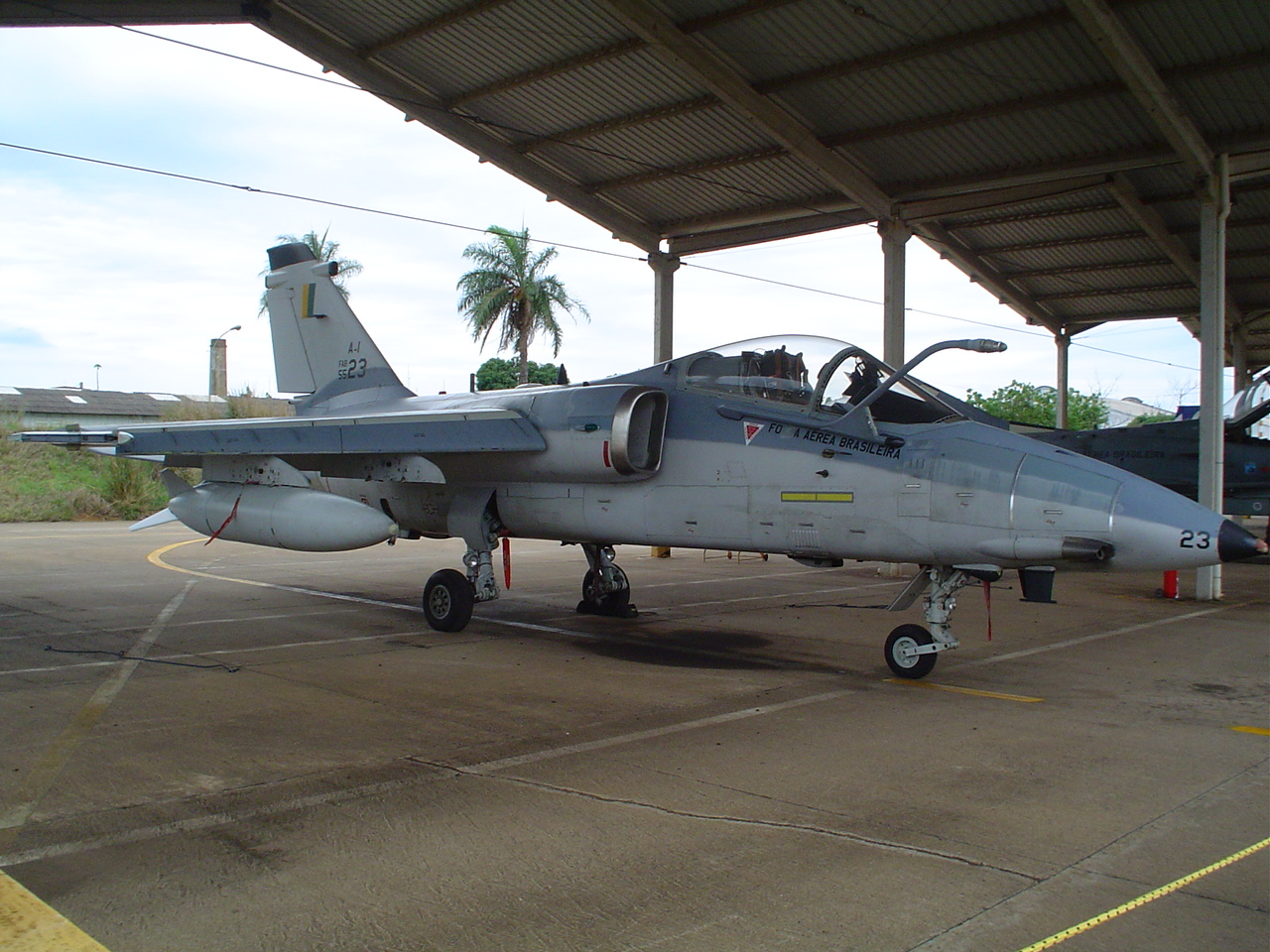
A-1 brésilien

Le premier appareil de série brésilien (A-1A s/n 5500) prit l’air le 12 août 1989, les livraisons débutant le 17 octobre suivant à la base aérienne de Santa Cruz. Le premier biplace (A-1B s/n 5650) fut livré à la FAB le 7 mai 1992. Les appareils brésiliens se distinguent essentiellement par un équipement de navigation simplifié (VOR/ILS) et un radar FIAR-Techtelcom SCP/01 Scipio développé à l'origine par la société brésilienne Tecnasa qui arrêta faute de fonds ce projet qui fut repris par Mectron.
L’administration américaine n’ayant pas autorisé l’exportation du canon Vulcan vers le Brésil, l’armement fixe se compose de 2 canons DEFA 554 de 30 mm encadrant la pointe avant. Ils sont toujours équipés de leur perche de ravitaillement en vol.
Employés essentiellement dans des missions de police du ciel au-dessus de l'Amazonie pour lutter contre les divers trafics, les A-1 et TA-1 brésiliens équipent les unités suivantes :
- 1. Esquadao Adelfi/16 Grupo de Aviacao (Santa Cruz (Rio de Janeiro)) depuis novembre 1990.
- 1. Esquadrao Poker/10 Grupo de Aviacao (Santa Maria (Rio Grande do Sul)) depuis 1996.
- 3. Esquadrao Centauro/10 Grupo de Aviacao (Santa Maria (Rio Grande do Sul)) depuis 1998.

La force aérienne brésilienne a reçu 65 monoplaces et 14 biplaces, les derniers exemplaires sortant d’usine en 1999. Une option pour 38 appareils supplémentaires, dont 4 biplaces, n’a jamais été confirmée. Au cours de l’été 2004 a été signé avec Embraer un contrat pour la modernisation de 53 appareils : nouvel affichage tête haute, écrans couleur, nouvel équipement de télécommunication et de navigation fourni par la firme israélienne Elbit. Annulé pour des raisons budgétaires, le programme a été relancé en août 2007 avec la livraison chez Embraer d’un premier appareil destiné à servir de prototype, le premier vol étant attendu pour 2009. Les appareils ainsi modifiés sont désignés A-1M (monoplace) et TA-1M (biplace). Un total de 55 avions sont en service en 2008.
En février 2011, un deuxième contrat de modernisation a été signé avec Embraer pour les 53 avions restants qui avec la société israélienne Elbit doivent remplacer des composants obsolescents, installer un radar ’’Grifo’’, de nouveaux écrans alphanumériques couleurs, un nouveau système de mesures de soutien électronique, ainsi qu'un système de vision frontale infrarouge avec télémètre laser intégré permettant l’usage d’armement guidé par laser et une génération d’oxygène similaire à ceux présent sur les F-5M et les Embraer EMB 314. Le premier prototype modernisé devait voler début 2012, pour des livraisons à effectuer au cours de la même année mais le premier vol a lieu effectivement le 19 juin 2012 pour des premières livraisons à partir du 3 septembre 2013. À cette date, 16 avions se trouvent dans l’usine d’Embraer pour y être modernisés. Ces travaux doivent permettre à cet avion de rester opérationnels jusqu’en 2025. En mai 2016, le gouvernement réduit fortement le budget consacré à cette modernisation conduisant à l'arrêt quasi total des travaux et finalement il est confirmé en avril 2019 que seuls 14 avions seront modernisés dont 3 biplaces.

## Accidents
En 2024, 22 accidents sont comptabilisés : le prototype en 1984, 6 avions brésiliens et 15 de l'armée de l'air italienne dont 3 AMX-T causant la mort de 9 pilotes.
Deux appareils italiens sont endommagés sur la base aérienne de Los Llanos (Espagne) le 26 janvier 2015 lors l'accident aérien au cours duquel un F-16 grec s'écrase lors de son décollage.

## Autres pays ayant exprimé leur intérêt
- Afrique du Sud
- Thaïlande : Une commande de 38 appareils dont 12 biplaces passée fin 1990 a été annulée en 1992 pour des raisons budgétaires.
- Venezuela : Engagées en 1999, des négociations ont abouti en décembre 2002 à une commande de 8 biplaces AMX-ATA, avec option pour 4 supplémentaires, devant être produits par Embraer. Le refus du gouvernement américain d’autoriser l’exportation de certains équipements à destination du Venezuela a entrainé l’annulation de la commande.